# Ossingen
Ossingen är en ort och kommun i distriktet Andelfingen i kantonen Zürich, Schweiz. Kommunen har 1 703 invånare (2023).